# Gazini Ganados
Gazini Christiana Jordi Ganados,, née le 26 décembre 1995 à Dapitan, Zamboanga du Nord aux Philippines, est une mannequin et reine de beauté philippine d'origine palestinienne, élue Miss Univers Philippines 2019 le 9 juin 2019. Elle s'est classée dans les 20 premières à l'élection de Miss Univers 2019.

## Enfance et formation
Gazini Ganados est née d'une mère philippine et d'un père palestinien. Elle a été élevée par sa mère et ses grands-parents maternels et n'a jamais rencontré son père biologique. Elle a obtenu en 2018 un bachelor en tourisme de l'université de San Jose-Recoletos à Cebu (ville). 

## Concours de beauté
Elle participe en 2014 à l’élection de Miss World Philippines 2014, où elle se classe dans le top 13. Le 9 juin 2019, elle est élue Miss Univers Philippines 2019, lors de l’élection de Binibining Pilipinas 2019, succédant à Catriona Gray, Miss Univers Philippines 2018 et Miss Univers 2018.